# Philonthus splendens
Philonthus splendens är en skalbaggsart som först beskrevs av Fabricius 1793.  Philonthus splendens ingår i släktet Philonthus, och familjen kortvingar. Arten är reproducerande i Sverige.